# Runaway Match
Runaway Match er en britisk stumfilm fra 1903 af Alf Collins.